# 1711 na literatura

## Nascimentos
| Data           | Nome               | Profissão            | Nacionalidade | Observações | Ref |
| -------------- | ------------------ | -------------------- | ------------- | ----------- | --- |
| 19 de Novembro | Mikhail Lomonossov | cientista e escritor | Rússia        | m. 1765     |     |

## Mortes
| Data         | Nome                       | Profissão                          | Nacionalidade  | Observações | Ref |
| ------------ | -------------------------- | ---------------------------------- | -------------- | ----------- | --- |
| 5 de Janeiro | Manuel Botelho de Oliveira | advogado, político e poeta barroco | Brasil Colônia | n. 1636     |     |